# Erodium alpinum
Erodium alpinum är en näveväxtart som först beskrevs av Nicolaas Laurens Nicolaus Laurent Burman, och fick sitt nu gällande namn av L'her.. Erodium alpinum ingår i släktet skatnävor, och familjen näveväxter. Inga underarter finns listade i Catalogue of Life.